# Форум на Константин
Форумът на Константин е построен непосредствено извън старите стени на Константинопол.
Бил е кръгъл по форма и е имал 2 монументални врати от изток и запад. Колоната на Константин, която все още стои изправена, е известна днес в Турция като Çemberlitaş sütunu или 'колоната с обръчите', и е била издигната в центъра на площада.
Първоначално там е имало статуя на Константин I, но тя пада през 1106 година и при Мануил I Комнин (1143 – 1180) e заменена с кръст. Иначе форумът остава почти непокътнат до 1204 година. Сенатът стои на северната му страна. Знаем от източниците, че площадът бил украсен с антични статуи, но е невъзможно да се възстанови техният точен вид и място.
Форумът търпи много разрушения от огън, започнати от войниците от Четвърти кръстоносен поход. След превземането през 1204 година античните статуи, украсяващи форума, са претопени от кръстоносците.
|  | Тази страница частично или изцяло представлява превод на страницата Forum of Constantine в Уикипедия на английски. Оригиналният текст, както и този превод, са защитени от Лиценза „Криейтив Комънс – Признание – Споделяне на споделеното“, а за съдържание, създадено преди юни 2009 година – от Лиценза за свободна документация на ГНУ. Прегледайте историята на редакциите на оригиналната страница, както и на преводната страница, за да видите списъка на съавторите. ВАЖНО: Този шаблон се отнася единствено до авторските права върху съдържанието на статията. Добавянето му не отменя изискването да се посочват конкретни източници на твърденията, които да бъдат благонадеждни. |